# フランシス・デュゴワ
フランシス・デュゴワ （Francis Duroy、1959年9月12日 - ）は、シャラントン＝ル＝ポン（フランス、ヴァル＝ド＝マルヌ県）生まれのヴァイオリニストである。

## 人物
8歳でサン・モール・デ・フォセ国立音楽院にてヴァイオリン、ピアノ、ホルン、記譜、室内楽を学び始める。ブリュッセルのモーリス・ラスキンのもとでヴァイオリンの勉強を続け、その後、リヨン国立高等音楽院（フランス語: Conservatoire national supérieur musique et danse de Lyon）でヴェーダ・レイノルズに師事する。1985年、カナダのバンフセンター芸術スクールより奨学金を受け留学。ヴァイオリニストのゾルタン・ケーセイ、イヴリー・ギトリス、ヴィオラ奏者のラファエル・ヒリヤー、チョロ奏者のアンナー・ビルスマ、ピアニストのメナヘム・プレスラーのもとで音楽に磨きをかける。1986年、ジョン・エリオット・ガーディナーとケント・ナガノが指揮するリヨン国立オペラのソリストとして任命される。1989年-1991年、エマニュエル・クリヴィヌが指揮するリヨン国立オペラのソロのヴァイオリン奏者である。
1992年、コンサート演奏者として活動の場所を世界へと移す。
2005年、日本でのコンサートツアーを実現。これをきっかけにアジアで活動の場を広げ、韓国での演奏を行う。2010年、名高い舞台ニューヨーク、カーネギーホールでのリサイタルに招待される。2012年、チェコ・フィルハーモニー管弦楽団に招待、また、プラハにある音楽公会堂ルドルフィヌムでリサイタルを行う。
紀尾井ホール（東京）、しらかわホール（名古屋）、NHKホール（大阪）、京都国際会館（京都）、浦項シティーホール（韓国）、釜山大学（韓国）、カーネギーホール（ニューヨーク）、ミュージカル・ブリジット・アラウンド・ザ・ワールド音楽祭（テキサス州サンアントニオ）、ブラックマンホール（ボストン）、グリーグ・イン・ベルゲン音楽祭（ノルウェー）、リュブリャナ音楽祭（スロベニア）、セラテ・ムジカリ音楽祭（イタリア、ブレシア）、ムジカ・イン・イラピニア音楽際（ナポリ）、カタニア音楽祭など、多くの名高いコンサートホールや音楽祭での演奏に招待される。また、音楽家のモーリス・アンドレ、フィリップ・ベルナルド、パトリ・フォンタナローサ、ローランド・ピドウ、ミッシェル・ブードンクル、キリル・ロージンなどと一緒に、シャンゼリゼ劇場、スー・シャント・モーツァルト、プロムナード・ムジカル・デ・ラ・コートダジュール、パリ室内楽音楽祭、トゥルノン音楽祭、ムジカルタ音楽祭（フランス、ルーファック）、モンペリエ音楽祭、ナンシーホォニーの多くの音楽祭に出演。
ドニエポペトロブ交響楽団、キエフ国立交響楽団（ウクライナ）、ポハン交響楽団（韓国）、アグアスカリエンテス交響楽団（メキシコ）、リベイラン・プレト交響楽団（ブラジル）、マーニャ・グレーチャICO管弦楽団（イタリア）、バーデン＝バーデン・フィルハーモニー管弦楽団、ルーマニア国立管弦楽団、オペラ国立リヨン管弦楽団、アヴィニョン＝プロヴァンス地域管弦楽、グルノーブルストリングアンサンブル、トーマス・バーナード室内管弦楽団、カメラータ·ド·フランス等の世界中のオーケストラに定期的にソリストとして招待され、出演している。1993年-1995年、パリ弓室内管弦楽団のコンサートマスターを務める。
レパートリーはバロック音楽から現代音楽まで幅広い。また、ミカエル・レヴィナス、フィリップ·ルルー、ヴォルフガング・モッツ、ニコラス・ベリンを含む多くの作曲家に協力し、ニコラス・ベリンはヴァイオリンとピアノのための曲 « Chassés croisés II » を献呈している。
演奏者としての活動と平行し、教育活動も行い、リヨン地方音楽院の教授でもある。アジアでは日本と韓国に招待され、マスタークラスを開く。ヨーロッパ内では多数の国際コンクールの審査員に招聘される。また、ムジカルタ の設立者であり設立以来、演出者である。